# Stéphanie Loeuillette
Stéphanie Loeuillette est une pongiste française née le 27 juillet 1992 à Wattrelos.

## Carrière
Elle remporte la médaille de bronze par équipe dames aux Jeux méditerranéens de 2018 à Tarragone. Elle est cette année-là sacrée championne de France en double dames avec Océane Guisnel.
Le 14 juin 2021, la Fédération française de tennis de table annonce son intégration dans l'équipe participant aux Jeux olympiques de Tokyo.
Elle est médaillée de bronze aux Championnats d'Europe de tennis de table 2020 (joués en 2021) en double dames avec Jia Nan Yuan.
Au championnat de France 2021, elle est médaillée d'or en double dames avec Jia Nan Yuan et en double mixte avec Quentin Robinot, ainsi que médaillée de bronze en simple,